# マルコ・チェッキナート
マルコ・チェッキナート（Marco Cecchinato, 1992年9月30日 - ）は、イタリア・パレルモ出身の男子プロテニス選手。ATPランキング自己最高位はシングルス16位、ダブルス169位。これまでにATPツアーでシングルスで3勝を挙げている。身長185cm。右利き、バックハンド・ストロークは片手打ち。

## 選手経歴

### ジュニア時代
7歳からテニスを始める。

### 2010年 プロ転向
2010年にプロに転向。年間最終ランキングは1384位。

### 2016年
2016年7月、イタリアテニス連盟から八百長を行ったとして18ヶ月の出場停止処分を受けたが、無実主張が認められて解除された。年間最終ランキングは188位。

### 2018年 全仏ベスト4 ツアー初優勝

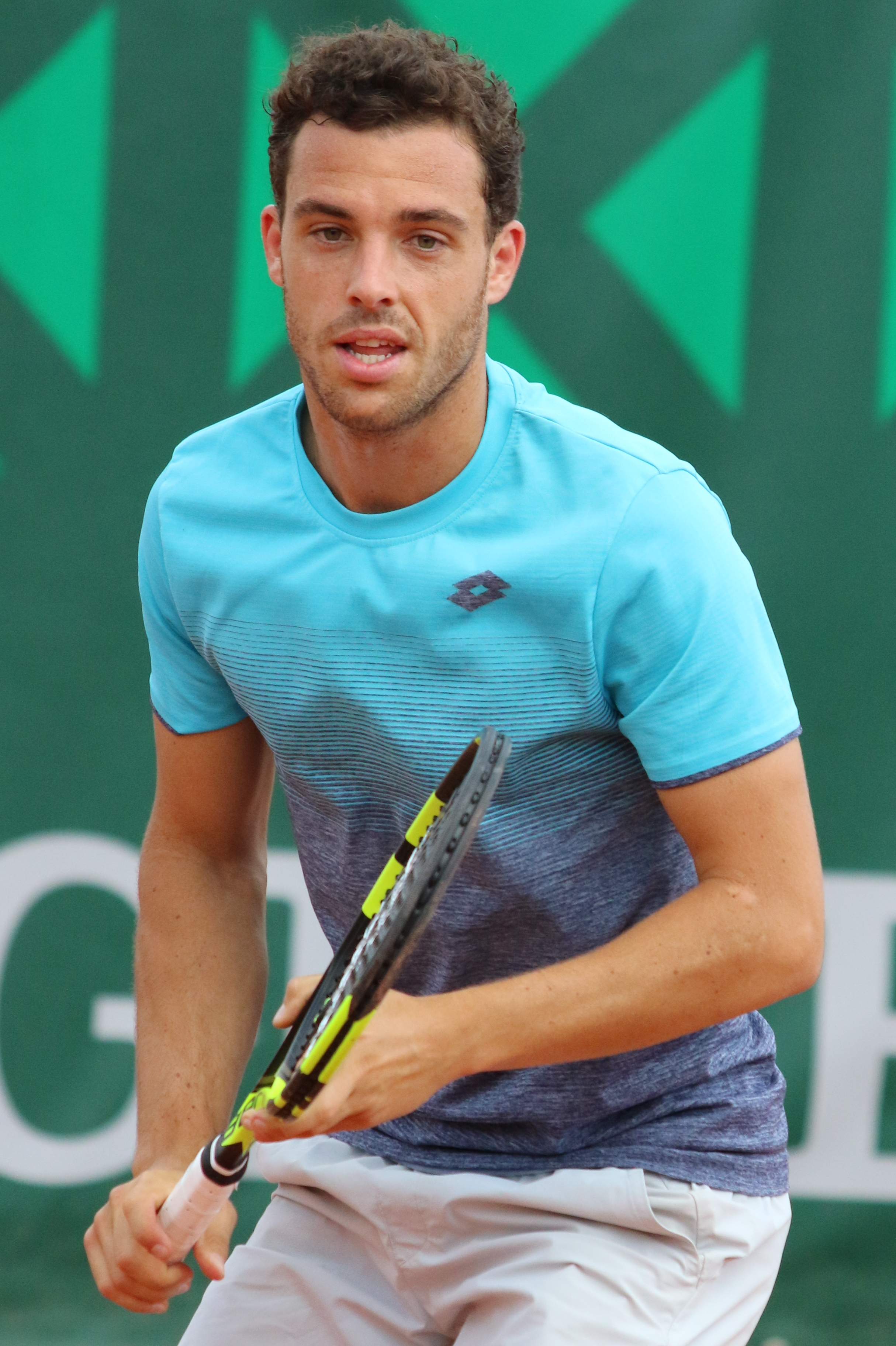
2018年全仏オープンでのマルコ・チェッキナート

2018年は4月のハンガリー・オープンでラッキールーザーから決勝に進出した。決勝でジョン・ミルマンを 7–5, 6–4 で破りATPツアー初優勝を果たした。全仏オープンではノーシードから快進撃を見せる。3回戦で第10シードのパブロ・カレーニョ・ブスタ、4回戦で第8シードのダビド・ゴファン、準々決勝で第20シードのノバク・ジョコビッチを 6-3, 7-6, 1-6, 7-6 で破りベスト4に進出した。準決勝では第7シードのドミニク・ティームに 5-7, 6-7, 1-6 で敗れ決勝進出はならなかった。7月のクロアチア・オープン決勝でギド・ページャに勝利し、ツアー2勝目を挙げる。年間最終ランキングは20位。

### 2019年 ツアー3勝目
年始のカタール・エクソンモービル・オープンではベスト4進出。準決勝ではトマーシュ・ベルディハに6-7(6), 3-6のストレートで敗れた。全豪オープンでは第19シードとして出場するも、フィリップ・クライノビッチに6-4, 6-0, 1-6, 6-7(6), 4-6の2セットアップからの逆転で敗れ、初戦敗退となった。しかし、2月のアルゼンチン・オープンでは決勝でディエゴ・シュワルツマンを6-1, 6-2のストレートで破り、ツアー3勝目を挙げた。昨年飛躍を遂げた全仏オープンではニコラ・マユに6-2, 7-6(6), 4-6, 2-6, 4-6の2セットアップからの逆転により、初戦で姿を消した。ウィンブルドン選手権では第25シードのアレックス・デミノーに0-6, 4-6, 6-7(5)のストレートで初戦敗退。全米オープンではヘンリー・ラクソネンに6-7(3), 6-7(6), 6-2, 6-3, 6-7(2)のフルセットの末に敗れた。年間最終ランキングは71位。

### 2020年 ツアー4度目の決勝進出
全豪オープンでは1回戦で第7シードのアレクサンダー・ズベレフに4-6, 6-7(4), 3-6のストレートで初戦敗退。2月、プンタ・デル・エステ、ウルグアイでは決勝進出するも、チアゴ・モンテイロに6-7(3), 7-6(6), 5-7の接戦の末に敗れ、準優勝。9月、全米オープンではロイド・ハリスに4-6, 5-7, 2-6のストレートで初戦敗退。ローマ・マスターズでは予選3試合を突破し、本戦1回戦ではカイル・エドマンドを破る。2回戦ではフィリップ・クライノビッチに4-6, 1-6のストレートで敗れた。10月、全仏オープンでも予選3試合を突破し、1回戦で第25シードのアレックス・デミノーを7-6(9), 6-4, 6-0のストレートで破り、2回戦ではフアン・イグナシオ・ロンデロを6-3, 6-2, 5-7, 6-2で下す。3回戦では第6シードのズベレフに6-1, 7-5, 6-3のストレートで敗退。COVID-19の世界的流行の打撃を受けながらも、10月中旬のサルデーニャ (en) ではATPツアー4度目の決勝進出。決勝でラスロ・ジェレに6-7(3), 5-7のストレートで敗れ、準優勝。年間最終ランキングは80位。

### 2021年 ツアー5度目の決勝進出

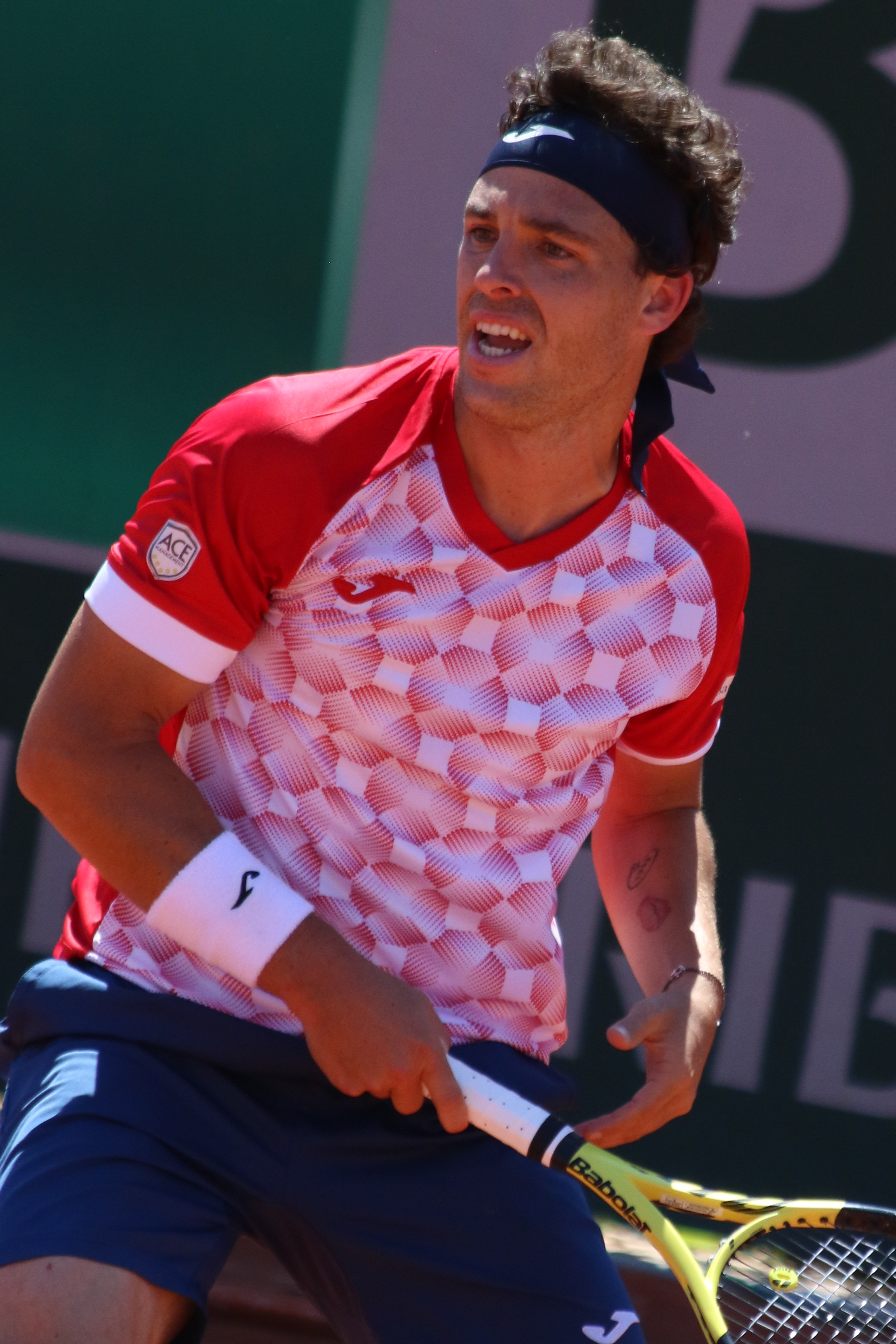
2021年全仏オープンでのマルコ・チェッキナート

5月下旬のパルマ (en) ではATPツアー5度目の決勝進出を果たす。決勝ではセバスチャン・コーダに2-6, 4-6のストレートで敗れ、昨年に続き、準優勝。年間最終ランキングは99位。

### 2022年 チャレンジャー7勝目
1月、全豪オープンでは1回戦でフィリップ・コールシュライバーに4-6, 5-7, 6-7(0)のストレートで敗れた。5月のジュネーブ・オープンでは予選を通過し、1回戦で元世界ランキング3位のドミニク・ティームを6-3, 6-4のストレートで下すも、カミル・マイクシャクに2-6, 3-6のストレートで敗れた。同月末、全仏オープンでは1回戦でパブロ・アンドゥハルを4-6, 4-6, 6-0, 7-5, 6-0の2セットダウンの逆転勝ちで初戦を突破する。2回戦ではホベルト・ホルカシュに1-6, 4-6, 2-6のストレートで敗退。7月のクロアチア・オープンでは予選突破。2回戦で同胞のロレンツォ・ムゼッティを6-4, 6-3のストレートで破り、ベスト8入り。10月、リスボン・チャレンジャーでは決勝でルカ・ヴァン・アッシュを6-3, 6-3のストレートで下して、ATPチャレンジャーツアー6勝目を挙げる。さらに同月中旬のチャレンジャー・リオデジャネイロでも決勝進出。決勝でヤニック・ハンフマンを4-6, 6-4, 6-3の逆転で勝利し、チャレンジャー7勝目を挙げた。翌週には今季チャレンジャー2勝したことにより、一時は世界ランキング200位圏外になっていたランキングを98位までに回復させた。年間最終ランキングは104位。

### 2023年 マスターズ3回戦進出

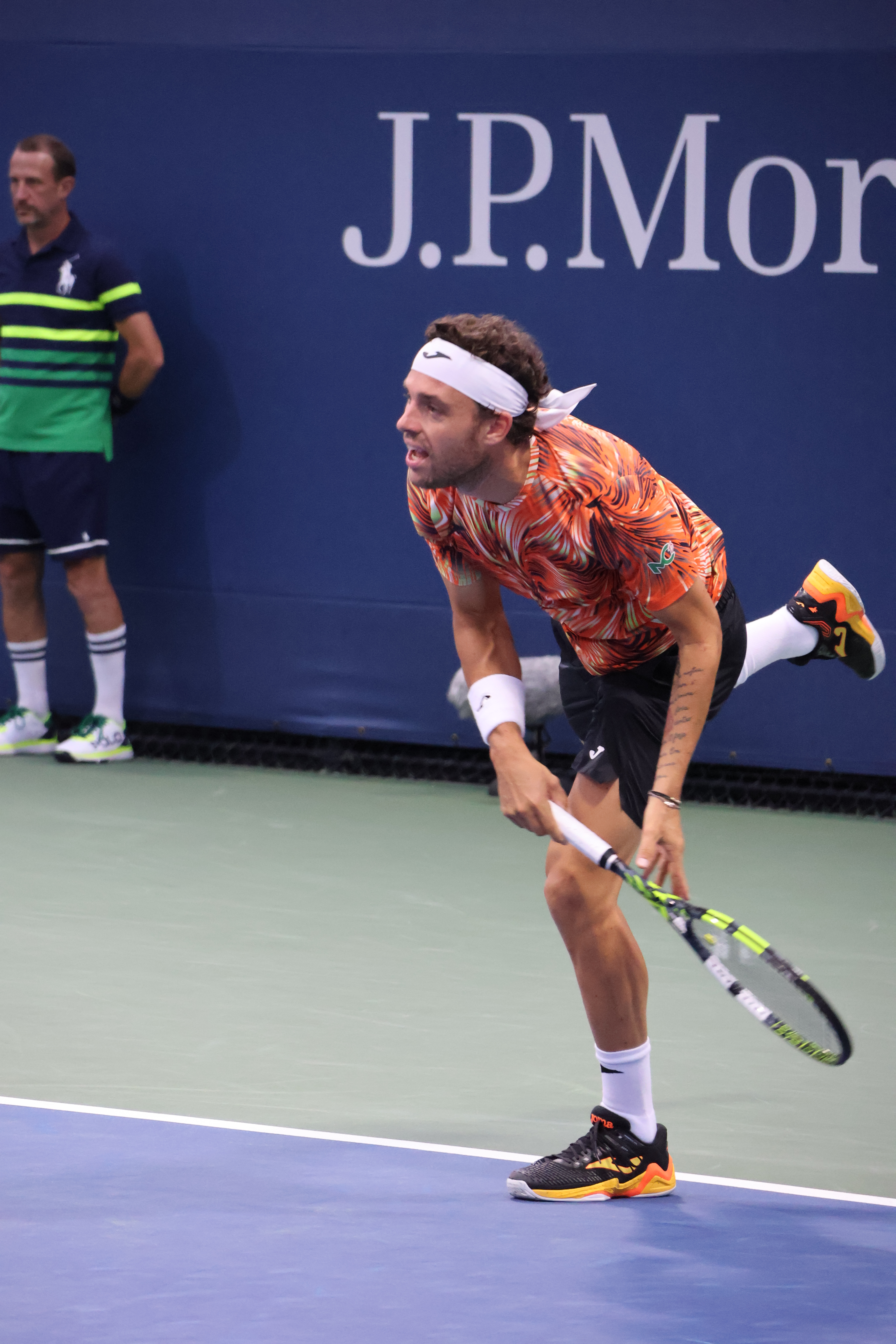
2023年全米オープンでのマルコ・チェッキナート

全豪オープンでは予選でマックス・パーセルに2-6, 2-3の時点で途中棄権するも、4月のエストリル・オープンでは1回戦でディエゴ・シュワルツマンを6-3, 7-6(3)、2回戦でファビオ・フォニーニを4-6, 6-3, 6-3、3回戦ではアレハンドロ・ダビドビッチ・フォキナを7-5, 7-6(5)で下してベスト4進出。準決勝ではミオミル・キツマノビッチに3-6, 1-6のストレートで敗れるも、この活躍により世界ランキング80位復帰をする。マドリード・オープンでは予選2試合を制して、1回戦でマートン・フチョビッチを7-6(4), 6-3のストレートで破り、初戦敗退。初の2回戦進出をする。BNLイタリア国際では1回戦でマッケンジー・マクドナルドを6-3, 7-5、2回戦でロベルト・バウティスタ・アグートを6-2, 6-2のストレートでそれぞれ下して、初の3回戦進出。3回戦ではヤニック・ハンフマンに4-6, 6-4, 3-6で敗れた。全仏オープンでは1回戦でルカ・ヴァン・アッシュに1-6, 1-6, 3-6のストレートで初戦敗退。ウィンブルドン選手権では第25シードのニコラス・ジャリーに6-4, 2-6, 4-6, 1-6の逆転で初戦敗退。全米オープンではロマン・サフィウリンに4-6, 2-6, 0-6のストレートで初戦敗退。年間最終ランキングは198位。

### 2024年 不調
1月の全豪オープンでは予選1回戦でハマド・メジェドビッチに1-6, 1-6のストレートで敗れ、予選で姿を消した。同月末のプンタ・デル・エステ、ウルグアイではベスト4進出。今季はこれが最高成績であった。8月末には早めにツアーを切り上げた。年間最終ランキングは377位。

### 2025年 チャレンジャー8勝目
6月、アスプリア・テニス・カップでは決勝で第1シードのディノ・プリズミッチを6-2, 6-3のストレートで破り、ATPチャレンジャーツアー8勝目を挙げた。

## ATPツアー決勝進出結果

### シングルス: 4回 (3勝1敗)
| 大会グレード                    |
| グランドスラム (0–0)            |
| ATPファイナルズ (0–0)           |
| ATPツアー・マスターズ1000 (0–0) |
| ATPツアー・500シリーズ (0–0)    |
| ATPツアー・250シリーズ (3–1)    |

| サーフェス別タイトル |
| ハード (0–0)         |
| クレー (3–1)         |
| 芝 (0–0)             |
| カーペット (0–0)     |

| 結果   | No. | 決勝日         | 大会              | サーフェス | 対戦相手                 | スコア        |
| ------ | --- | -------------- | ----------------- | ---------- | ------------------------ | ------------- |
| 優勝   | 1.  | 2018年4月29日  | ブダペスト        | クレー     | ジョン・ミルマン         | 7–5, 6–4      |
| 優勝   | 2.  | 2018年7月22日  | ウマグ            | クレー     | ギド・ページャ           | 6–2, 7–6(7–4) |
| 優勝   | 3.  | 2019年2月17日  | ブエノスアイレス  | クレー     | ディエゴ・シュワルツマン | 6–1, 6–2      |
| 準優勝 | 1.  | 2020年10月18日 | サルデーニャ (en) | クレー     | ラスロ・ジェレ           | 6–7(3–7), 5–7 |

## 成績

### 4大大会シングルス
略語の説明
| W | F | SF | QF | #R | RR | Q# | LQ | A | Z# | PO | G | S | B | NMS | P | NH |

W=優勝, F=準優勝, SF=ベスト4, QF=ベスト8, #R=#回戦敗退, RR=ラウンドロビン敗退, Q#=予選#回戦敗退, LQ=予選敗退, A=大会不参加, Z#=デビスカップ/BJKカップ地域ゾーン, PO=デビスカップ/BJKカッププレーオフ, G=オリンピック金メダル, S=オリンピック銀メダル, B=オリンピック銅メダル, NMS=マスターズシリーズから降格, P=開催延期, NH=開催なし.
| 大会           | 2014 | 2015 | 2016 | 2017 | 2018 | 2019 | 2020 | 通算成績 |
| -------------- | ---- | ---- | ---- | ---- | ---- | ---- | ---- | -------- |
| 全豪オープン   | LQ   | LQ   | 1R   | LQ   | LQ   | 1R   | 1R   | 0–3      |
| 全仏オープン   | LQ   | LQ   | 1R   | LQ   | SF   | 1R   | 3R   | 7–4      |
| ウィンブルドン | A    | A    | A    | 1R   | 1R   | 1R   | NH   | 0–3      |
| 全米オープン   | LQ   | 1R   | A    | LQ   | 1R   | 1R   | 1R   | 0–4      |

### 大会最高成績
| 大会                 | 成績 | 年         |
| -------------------- | ---- | ---------- |
| ツアーファイナル     | A    | 出場なし   |
| インディアンウェルズ | 2R   | 2019       |
| マイアミ             | 3R   | 2019       |
| モンテカルロ         | 3R   | 2019       |
| マドリード           | 2R   | 2023       |
| ローマ               | 3R   | 2023       |
| カナダ               | 1R   | 2018, 2019 |
| シンシナティ         | 1R   | 2018, 2019 |
| 上海                 | 3R   | 2018       |
| パリ                 | 1R   | 2018, 2020 |
| オリンピック         | A    | 出場なし   |
| デビスカップ         | QF   | 2016       |